# Fatma Souad
Fatma Souad, eigentlich Hakan Tandoğan, ist eine Aktivistin für die Belange der LGBT mit Migrationshintergrund und gilt als Hauptorganisatorin des transgenialen CSD.

## Leben
Fatma Souad organisiert regelmäßig die schwul-lesbische Oriental Party „Gayhane“ (Musik: DJ Ipek) im Berliner SO36.
Als eine der Hauptfiguren in dem Kultfilm Lola und Bilidikid (1999) von Kutlug Ataman erlangte Souad auch internationale Kinobekanntheit. 2008 trat Fatma Souad im Deutschen Haus der New York University im Rahmen einer Gayhane-Ausstellung des Fotografen Nicolaus Schmidt in New York auf.
Fatma Souads Familie stammt aus der Türkei. Sie lebt in Berlin.

## Filmografie
- Lola und Bilidikid (1999)
- Identities (2011)

## Veröffentlichungen
- Gayhane – House of Halay, in: Nicolaus Schmidt, KOSMOS GAYHANE, Band: Magazin, S. 4–11,  Hrsg. Kunststiftung K52, Art In Flow • Verlag für Zeitgenössische Kunst, Berlin, ISBN 978-3-938457-50-4